# Houstonia micrantha
Houstonia micrantha là một loài thực vật có hoa trong họ Thiến thảo. Loài này được (Shinners) Terrell mô tả khoa học đầu tiên năm 1975.